# Metapopulacja
Metapopulacja – populacja składająca się z subpopulacji zamieszkujących izolowane płaty środowiska pomiędzy którymi migrują osobniki. Płaty muszą być wystarczające do zamieszkania i wydania potomstwa. Metapopulacja będzie trwała pod warunkiem, że tempo kolonizacji i rozmnażania będzie większe niż lokalna ekstynkcja (tempo wymierania). Wyróżnia się kilka typów metapopulacji m.in. klasyczną Levinsa, wyspy głównej i populację łatek. Zachodząca od setek lat fragmentacja krajobrazu powoduje, że coraz więcej populacji przyjmuje strukturę metapopulacji, której trwałość zależy od dynamiki migracji i lokalnego zamierania.